# James Morrison (football)
Pour les articles homonymes, voir James Morrison et Morrison.
James Morrison, né le 25 mai 1986 à Darlington (Angleterre), est un footballeur international écossais qui évolue au poste de milieu de terrain entre 2004 et 2019.

## Palmarès

### En club
- Middlesbrough FC
  - Finaliste de la Coupe UEFA en 2006.

- West Bromwich Albion
  - Champion d'Angleterre de D2 en 2008.